# Dezesseis de Novembro
Dezesseis de Novembro es un municipio brasileño del estado de Rio Grande do Sul.
Su población estimada para el año 2006 era de 3.049 habitantes.
Ocupa una superficie de 216,8 km².
Limita con los municipios de Roque Gonzales, São Luiz Gonzaga, São Nicolau e Pirapó.
- Datos: Q1784407
- Multimedia: Dezesseis de Novembro / Q1784407